# La Selva de Mar
El municipi de la Selva de Mar és a la comarca de l'Alt Empordà, a la província de Girona, i està situat a l'interior de la península formada pel cap de Creus. Pel terme municipal selvatà transcorre la riera de la Selva, que també passa pel bell mig del poble, fins a desembocar al mar, a pocs quilòmetres. La seva zona costanera era l'anomenat Port de la Selva, que l'any 1787 es va independitzar del municipi per privilegi de Vila Reial concedit per Carles III.

## Geografia
- Llista de topònims de la Selva de Mar (Orografia: muntanyes, serres, collades, indrets..; hidrografia: rius, fonts...; edificis: cases, masies, esglésies, etc).

## Història
Gran part dels arxius locals van ser destruïts durant la guerra civil. El més antic que es conserva ara és una carta del Comte d'Empúries adreçada al monestir de Sant Pere de Rodes on s'esmenta una capella que hi havia al bell mig del poble i que va ser construïda el segle vii, una època en què el bosc cobria els turons i la vall dels voltants. D'aquí el nom de selva aplicat al poble.
Sota la influència dels monjos de Sant Pere de Rodes s'hi va desenvolupar l'agricultura amb vinyes i oliveres, importades pels primers colonitzadors romans. La pesca també va ser el suport primordial en aquells temps. La platja albergava les cabanyes i el material de pesca dels habitants, així com una torre de vigilància que encara avui es conserva.
Al segle xix l'agricultura constituïa l'activitat econòmica més important. Però amb l'arribada de la fil·loxera a les vinyes i les gelades a les oliveres, la producció va minvar dràsticament.
Actualment l'economia del poble se centra en el turisme, el comerç i la construcció.

## Llocs d'interès
La Selva de Mar té edificis de tipus popular construïts amb pissarra de la zona, amb petits ponts que serveixen per travessar la riera i un antic safareig públic. En alguns dels murs rest és fàcil veure restes procedents d'espolis fets al monestir de Sant Pere de Rodes. Quatre torres històriques contenen restes de les muralles de la Selva de Mar, un monument Bé cultural d'interès nacional.
- Església de Sant Esteve. Segle XVII.
- Església de San Sebastià. Segle XII-XIII. Fortificada a finals del XIV.
- Can Vives. Amb una torre adossada de defensa.
- La font dels Lladoners
- La font de Mollor

## Demografia
| 1497 f | 1515 f | 1553 f | 1717 | 1787 | 1857 | 1877 | 1887 | 1900 | 1910 |
| ------ | ------ | ------ | ---- | ---- | ---- | ---- | ---- | ---- | ---- |
| -      | -      | -      | 572  | -    | 700  | 708  | 625  | 529  | 505  |

| 1920 | 1930 | 1940 | 1950 | 1960 | 1970 | 1981 | 1990 | 1992 | 1994 |
| ---- | ---- | ---- | ---- | ---- | ---- | ---- | ---- | ---- | ---- |
| 401  | 332  | 277  | 237  | 219  | 191  | 158  | 160  | 167  | 167  |

| 1996 | 1998 | 2000 | 2002 | 2004 | 2006 | 2008 | 2010 | 2012 | 2014 |
| ---- | ---- | ---- | ---- | ---- | ---- | ---- | ---- | ---- | ---- |
| 182  | 189  | 190  | 207  | 207  | 223  | 213  | 220  | 203  | 181  |

| 2016 | 2018 | 2020 | 2022 | 2024 | 2026 | 2028 | 2030 | 2032 | 2034 |
| ---- | ---- | ---- | ---- | ---- | ---- | ---- | ---- | ---- | ---- |
| 188  | 187  | 195  | 220  | 220  | -    | -    | -    | -    | -    |

## Personatges destacats
- Josep Cervera i Rocalba (1830-1910), músic i primer conegut d'una nissaga de músics.
- Joaquim Almeda i Roig (1844-1915), advocat, catedràtic de Dret Romà a la Universitat de Barcelona.
- Carles Fages de Climent (1902-1968), poeta figuerenc molt lligat a la Selva de Mar per la seva família materna, el Climent, antiga nissaga vinculada a la vila des del segle xiii.